# Скандал у Богемії
«Сканда́л у Боге́мії» (англ. A Scandal in Bohemia) — оповідання із серії «Пригоди Шерлока Холмса» Артура Конана Дойла. Вперше опубліковано Strand Magazine у 1891 році.
Один із найкращих творів про Шерлока Холмса на думку самого Артура Конан Дойла.

## Сюжет
До Шерлока Холмса звертається дворянин, що приховує своє обличчя. Він назвався графом фон Крамом. Холмса не вводить в оману маскарад — він прямо звертається до візитера «ваша величність» і називає його ім'я: Вільгельм фон Ормштайн, король Богемії. Клієнта шантажує авантюристка Ірен Адлер: колись король мав з нею зв'язок, але згодом вони розлучилися. Тепер король має намір одружитися з жінкою, чиє походження відповідає його статусу, та Ірен погрожує завадити весіллю, передавши родині нареченої компрометуючу фотографію, на якій Ормштейн і вона зняті разом. Король хоче, щоб Холмс будь-що здобув цю фотографію. Раніше він уже наймав злодіїв і грабіжників, які перерили весь будинок Ірен і навіть обшукали її саму, але не знайшли світлину.
Завдання не дуже подобається Холмсу, але він береться за справу. У процесі розслідування Холмс, який стежив за Ірен в образі звичайного лондонського жебрака, опиняється в церкві у момент, коли Ірен і її коханий, якийсь адвокат, хочуть узяти шлюб, але священник навідріз відмовляється здійснювати обряд без свідків, оскільки пара не виконала якісь формальності. Поява «жебрака»-Холмса розв'язує проблему — його запрошують як свідка і він отримує від Ірен золотий соверен за послуги.
Акція, здійснена Холмсом за допомогою Ватсона і найнятих людей, дозволяє йому проникнути в будинок Ірен і дізнатися, де лежить фотографія. Наступного дня, прийшовши разом із королем до будинку Ірен, вони знаходять у схованці лише лист від неї. Ірен пише, що, вийшовши заміж, не збирається більше чинити перешкод для шлюбу короля. Жадана світлина відсутня. Натомість разом із листом вони знаходять іншу фотографію з зображенням Ірен. Цю фотографію Шерлок Холмс залишає собі як плату за невдало проведену справу. Ірен Адлер назавжди залишається для Холмса ідеалом жінки, єдиною, від якої він зазнав поразки, тієї, яку він називає «Та Жінка».

## Цікаві факти
Богемія (Чехія), у періоді, який описується в оповіданні, вже не мала власного монарха — з XVI ст. це королівство було під контролем Австрійських Габсбургів.